# 松尾正人
松尾 正人（まつお まさひと、1948年2月18日 - ）は、日本の歴史学者。中央大学名誉教授。専門は日本近代史。

## 経歴
- 1971年 中央大学文学部卒業
- 1976年 中央大学大学院文学研究科博士課程単位取得満期退学
- 1982年 東海大学文学部専任講師（ - 1986年）
- 1986年 東海大学文学部助教授（ - 1990年）
- 1990年 中央大学文学部助教授（ - 1993年）
- 1993年 中央大学文学部教授
- 2002年 学校法人中央大学理事（ - 2005年）
- 2001年 中央大学文学部長（ - 2005年）
- 2005年 中央大学副学長

## 著書
- 『廃藩置県　近代統一国家への苦悶』<中公新書>中央公論社、1986年
- 『維新政権』<日本歴史叢書>吉川弘文館、1995年 ISBN 9784642066501
- 『廃藩置県の研究』吉川弘文館、2001年　オンデマンド版　2017年 ISBN 9784642736978
- 『木戸孝允』<幕末維新の個性8> 吉川弘文館、2007年 /「読みなおす日本史」吉川弘文館、2024年 ISBN 9784642076791
- 『徳川慶喜　最後の将軍と明治維新』「日本史リブレット人」山川出版社、2011年

### 編著
- 『維新政権の成立』<幕末維新論集6>（吉川弘文館、2001年）
- 『明治維新と文明開化』<日本の時代史21>（吉川弘文館、2004年）ISBN　9784642008211
- 『近代日本の形成と地域社会 多摩の政治と文化』（岩田書院、2006年）
- 『多摩の近世・近代史』（中央大学出版部、2012年）

### 共著
- （千田稔）『明治維新研究序説 維新政権の直轄地』（開明書院、1977年）